# Nigrothema peruviensis
Nigrothema peruviensis är en insektsart som beskrevs av Desutter-grandcolas 1991. Nigrothema peruviensis ingår i släktet Nigrothema och familjen syrsor. Inga underarter finns listade i Catalogue of Life.